# Château d'Entraygues (Entraygues-sur-Truyère)
Pour les articles homonymes, voir Château d'Entraygues (Boisset) et Entraygues.
Le château d'Entraygues est un château médiéval situé à Entraygues-sur-Truyère dans l'Aveyron, à la confluence du Lot et de la Truyère.
Le nom s'écrivait Antrague durant la Renaissance.

## Descriptions
Le château a été pillé et dévasté en 1587.
Rasé en partie en 1604, un nouveau corps de bâtiment fut reconstruit au XVIIe siècle par Henri de Monvallat, nouveau seigneur d'Entraygues. Des vestiges du XIIIe siècle il ne reste que  la cage d'escalier, la salle voûtée gauche du rez-de-chaussée et les deux tours carrées:
- la tour Farnal (du côté du Lot)
- la tour Panadèse (côté Truyère), qui remonte aux XIIIe siècle-XIVe siècle

et d'un corps de logis qui a été édifié au XVIIe siècle.

## Historique

### Suzeraineté de la ville

#### Famille de Rodez
C’est en 1278, qu’Henri II de Rodez (1236-1304), qui possédait Entraygues en tant que vicomte de Carlat, fait construire le château, véritable forteresse militaire. Sa fille, Cécile de Rodez, apporte Entraygues en même temps que la vicomté de Carlat à son mari Bernard VI d'Armagnac, comte d’Armagnac et sire d’Albret, qui fait fortifier la ville en construisant treize tours reliées par des remparts.

#### Famille d'Armagnac
En 1463, Jean V d'Armagnac, vicomte de Rodez, possédait Entraygues qu'il vend 12 763 écus sous pacte de rachat à son cousin Jacques d'Armagnac, duc de Nemours. Le rachat n'ayant pas eu lieu, Entraygues resta, ainsi que la vicomté de Carlat, au duc de Nemours, mais la seigneurie de la ville fut confisquée en même temps que les autres biens de Jacques d'Armagnac par Louis XI en 1469.

### Seigneurie

#### Famille d'Yzarn
La famille Yzarn de Freissinet habitait la ville et château d'Entraygues dans la première moitié du XIVe siècle.

#### Famille de Solages
En 1406, Guillaume de Solages, seigneur de Tholet, portait aussi le titre de seigneur d'Entraygues, parce que Bernard VII d'Armagnac lui en avait fait don à titre viager.

#### Prise par les calvinistes
- En 1558, les bandes calvinistes, certaines venant de Genève, s'étaient emparées d'Entraygues et pillaient la région. Le château est repris et détruit en 1587.

#### Famille de Montvallat
Entraygues est ensuite donné à Pierre Prunhaut, seigneur de Moissy, conseiller au Parlement de Paris, puis il est possédé par :
- Raymond Viallard, capitaine du château de Laguiole, qui a une fille :
- Paule Viallard, dame d'Entraygues épouse Henri de Montvallat, lieutenant de la compagnie de gendarmes de Noailles, sénéchal du Rouergue, qui fut tué «au dégât fait devant Millau» en 1629[1].

Plusieurs générations de Montvallat se succèdent comme seigneurs d'Entraygues, jusqu'en 1789 :
- Jean-Raymond de Montvallat (-1629), fils d'Henri, seigneur de Neuvéglise et de Marguerite de Viallar, marié en 1622 à Françoise, fille de Jean du Rieu et de Marie de Cazaux
- Henri de Montvallat, seigneur de Montpezat, marié à Blanche de Castrevielh, qui lui donne pour fils :
- Gaston de Montvallat, marié en 1700 à Paris à Louise-Marguerite, fille de Jean de Pleurre et Marguerite de Fontenay, qui lui donne pour fils :
- Nicolas-Hyacinthe de Montvallat, marié en 1739 à Louise Bernard. N'ayant pas d'héritiers, il teste en 1771 en faveur de son cousin auquel il lègue Entraygues et Castrevielles :
- Joseph-Casimir de Montvallat, fils de Jean-Joseph, baron d'Ussel, et de Marie-Louise d'Yzarn de Freyssinet, épouse en 1777 Marie-Paule de Corneillan, fille de Jean, seigneur de La Bastide-Capdenac, officier au Royal-Marine, sœur de Jean-Jacques de Corneillan (1761-1844), maire de Villefranche-de-Rouergue. Leur fille Marie-Victoire se marie en 1803 avec Pierre-Marie-Louis de Nattes (1771-1852), fils d'Étienne, seigneur de Villecomtal, auquel elle donne un fils, Jules de Nattes de Villecomtal.

Sous la Révolution, Entraygues est confisqué et vendu comme bien national.
Devenu ensuite un établissement d'enseignement privé, il est racheté en 2022 par Jean-Louis Costes dans le but de le transformer en hôtel.

## Galerie

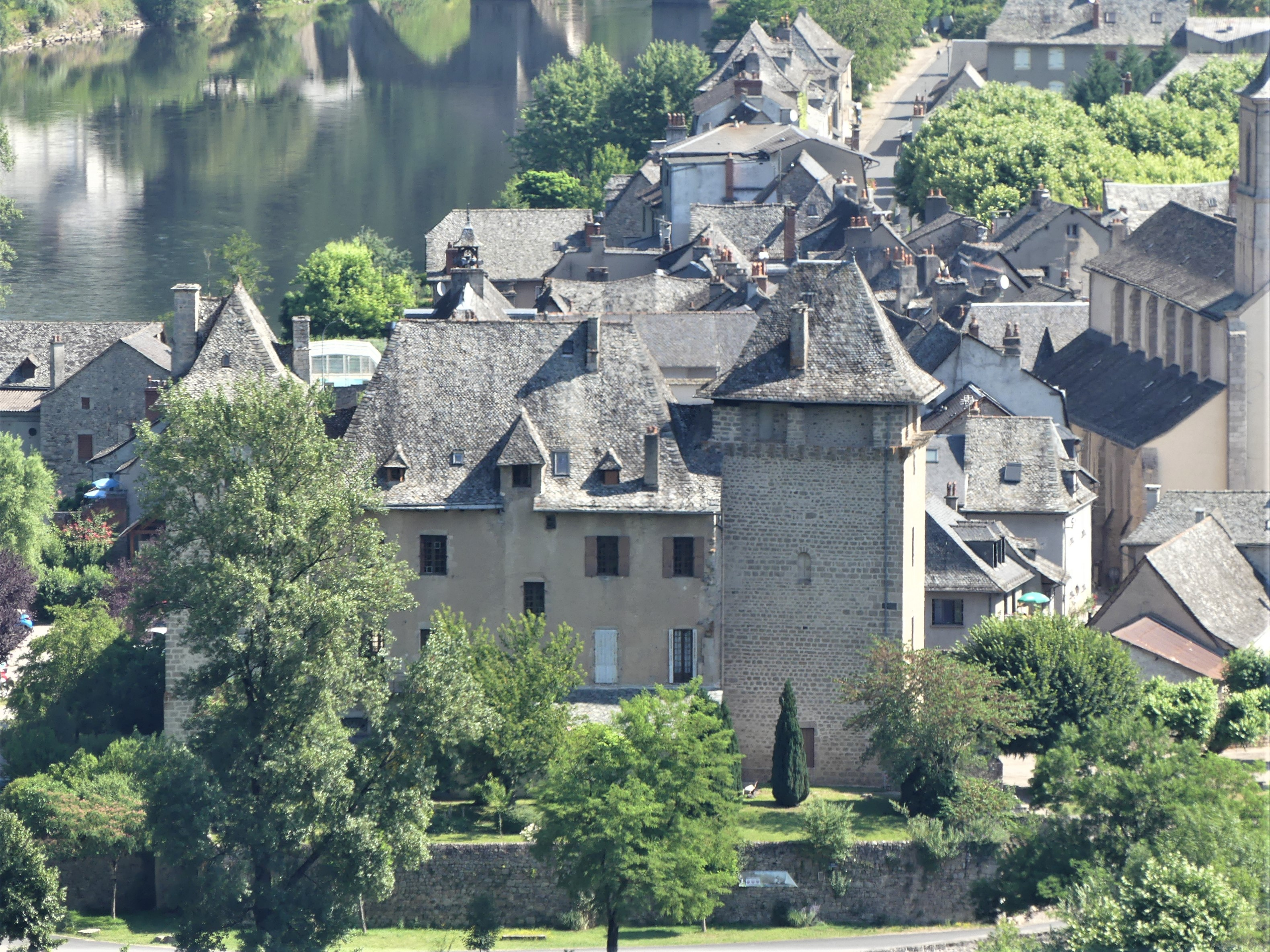
Le château dans le bourg.
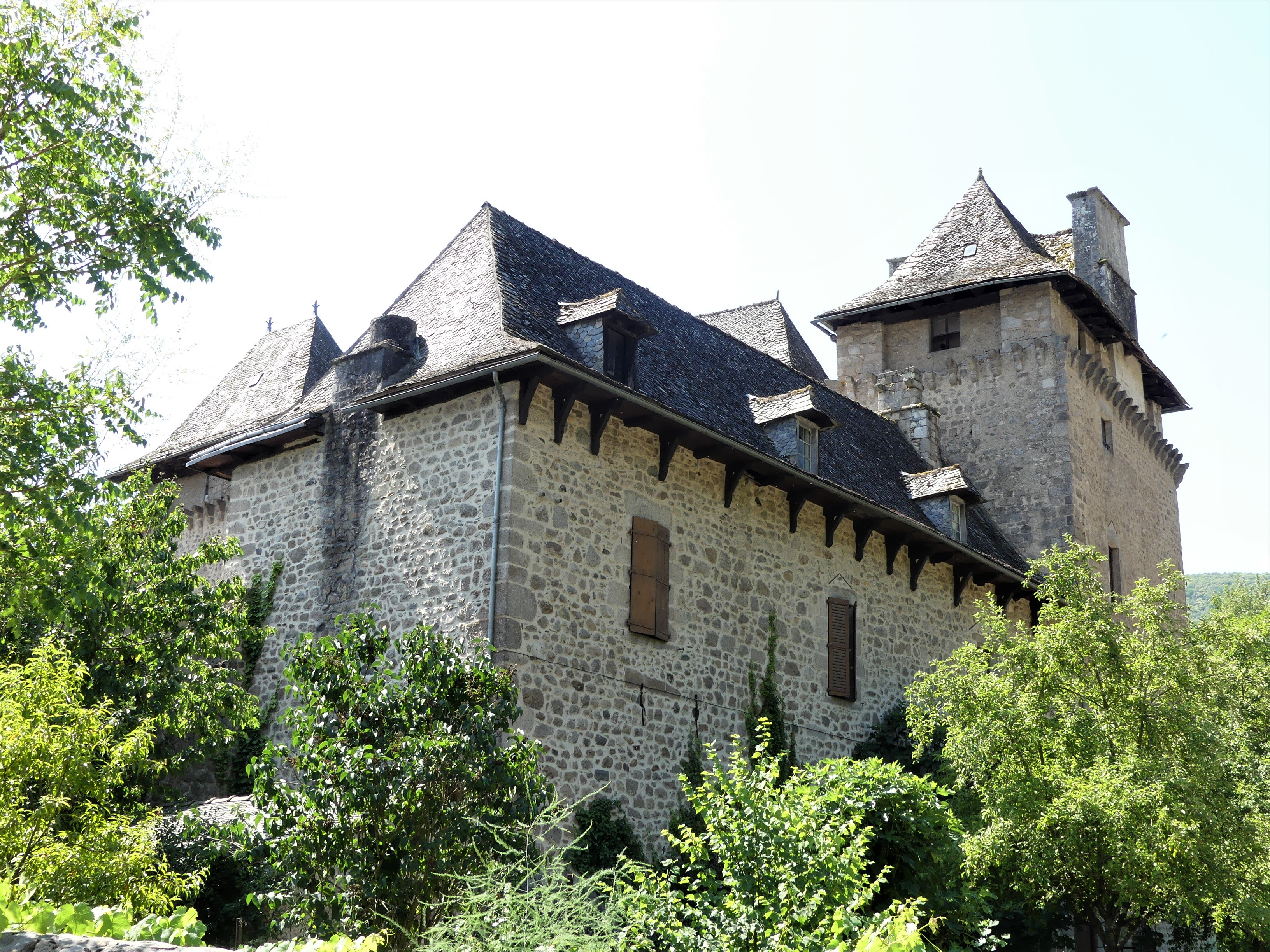
Vue prise depuis le nord-ouest.
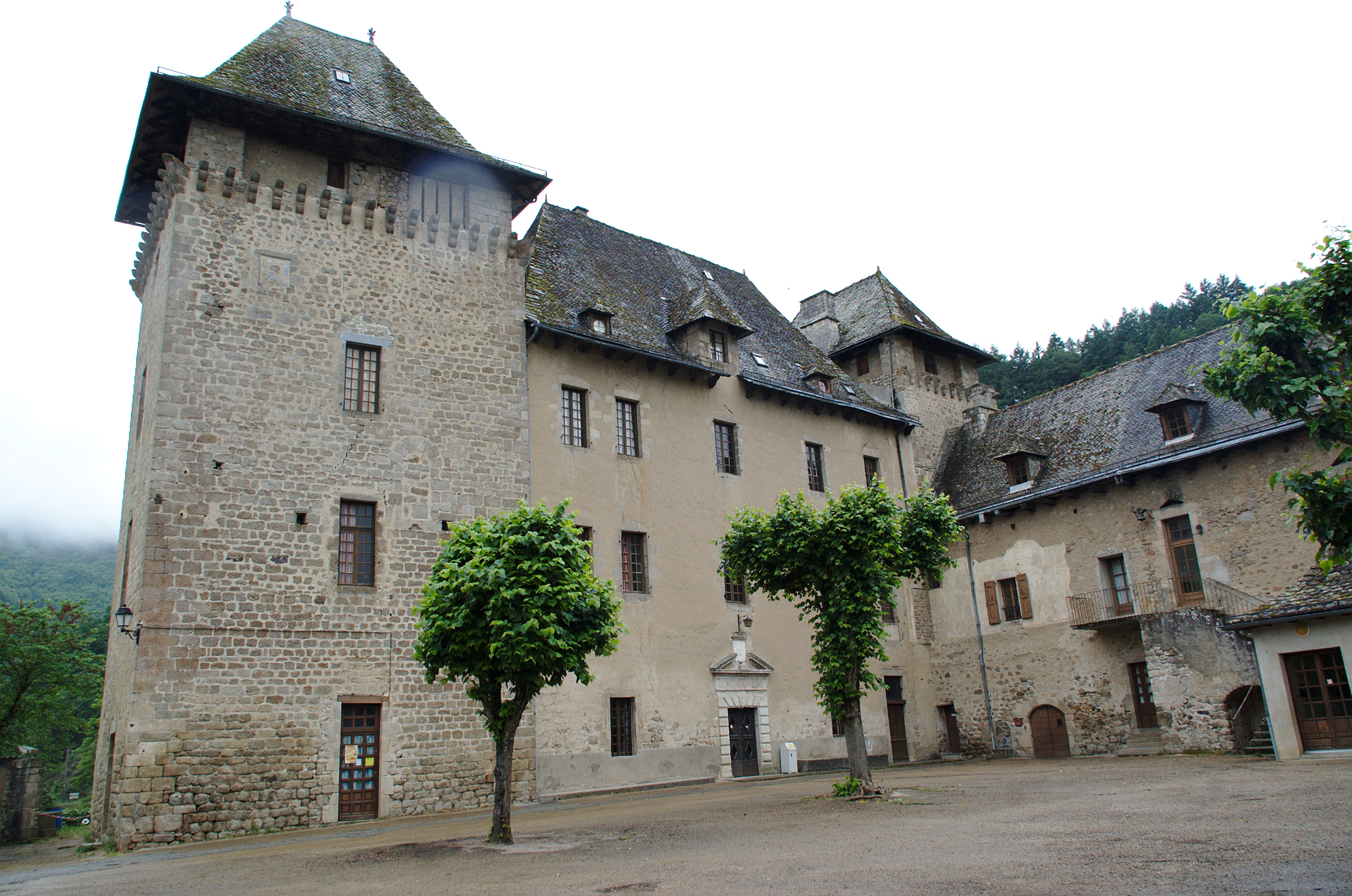
La cour intérieure.
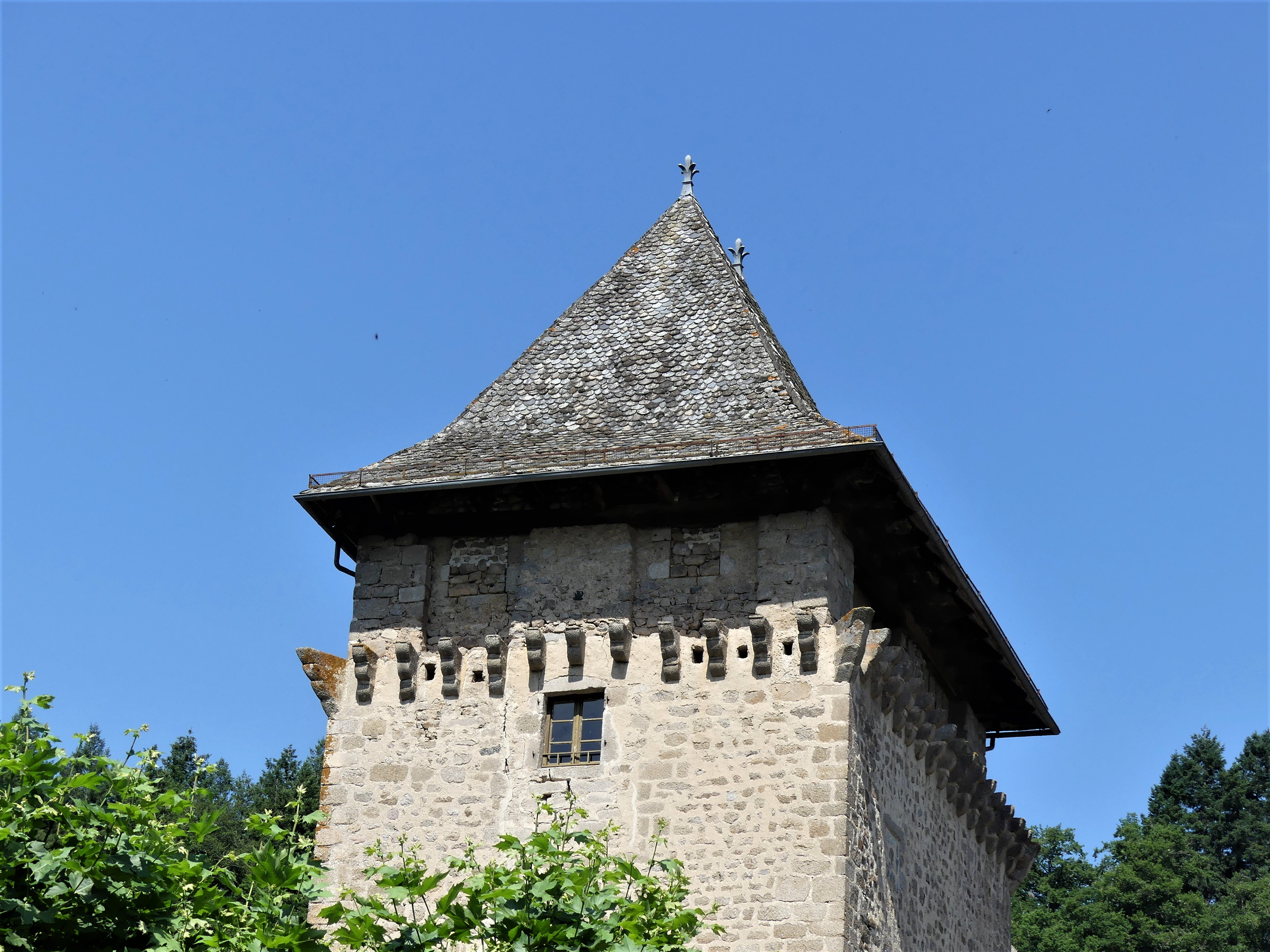
Le haut de la tour Farnal.